# Periklís Argyrópoulos (1871-1953)
Pour les articles homonymes, voir Periklis Argyropoulos, Famille Argyropoulos et Argyropoulos.
Periklís Argyrópoulos (grec moderne : Περικλής Ι. Αργυρόπουλος) est né en 1871 à Athènes et décédé en 1955. C’est un officier de marine, un homme politique et un diplomate grec qui a été plusieurs fois ministre.

## Biographie
Fils de Iácobos Argyrópoulos (1845-1923), consul de Grèce à Smyrne et ambassadeur de Grèce à Belgrade, et oncle maternel de la princesse Aspasía de Grèce, Periklís Argyrópoulos suit d’abord une carrière dans la marine hellénique et atteint le grade de contre-amiral. Pendant les Guerres balkaniques, il commande le navire grec qui coule le vapeur ottoman Trabizonde.
En 1917, Argyrópoulos est nommé ministre des Transports dans le cabinet d’Alexandre Zaimis. Il reprend ensuite cette même charge en 1926, dans le cabinet d’Athanasios Eftaxias.
Durant le Régime du 4-Août, Argyrópoulos est nommé ambassadeur de Grèce en Espagne.